# الینا ایبراگیمووا
الینا ایبراگیمووا (انگلیسی: Alina Ibragimova؛ زادهٔ ۲۸ سپتامبر ۱۹۸۵) نوازنده ویولن اهل روسیه است.

وی در خانواده‌ای اهل موسیقی متولد شد و از ۴ سالگی ویولن به دست گرفت. ۶ ساله بود که اجرای روی صحنه از جمله در تالار بولشوی را شروع کرد.
در سال ۱۹۹۶ پدرش نوازنده ارکستر سمفونیک لندن شد و الینا به همراه خانواده به انگلستان رفت. الینا در لندن به مدرسه موسیقی یهودی منوهین رفت. در پنجاهمین سالگرد انتشار اعلامیه جهانی حقوق بشر در مقر یونسکو در پاریس به اجرای برنامه پرداخت. وی هم‌چنین در مراسم درگذشت یهودی منوهین که در کلیسای وست‌مینستر برگزار شد، به اجرای برنامه پرداخت.